# دیوید گوفن
 دیوید گوفن (انگلیسی: David Goffin؛ زاده ۷ دسامبر ۱۹۹۰) یک تنیس‌باز اهل بلژیک است.